# 镇州 (唐朝)
镇州，唐朝时设置的州。
元和十五年（820年），避唐穆宗李恒讳改恒州置，治所在真定县（即今河北省正定县）。辖境相当今河北省石家庄、井陉、行唐、正定、阜平、栾城、平山、灵寿、藁城等市县地。下辖真定县、石邑县、九门县、槀城县（905年改名槀平县）、井陉县、房山县、获鹿县、鼓城县、栾城县、行唐县、灵寿县十一县，属河北道。五代时，后唐升为真定府，曾建为北都。后晋天福七年（942年）改恒州。后汉复改镇州，又升真定府，后周又改为镇州。北宋辖境略有变动，庆历八年（1048年）又升为真定府。

## 历任镇州长官
- 田弘正（820年—821年）
- 牛元翼（821年—822年）
- 王廷凑（822年—834年）
- 王元逵（834年—855年）
- 李泽（855年，遥领）
- 王绍鼎（855年—857年）
- 李汭（857年，遥领）
- 王绍懿（857年—866年）
- 王景崇（866年—883年）
- 王镕（883年—921年）
- 张文礼（921年）
- 张处瑾（921年—922年）
- 张处球（922年）
- 李存勗（922年—923年）（兼領）
- 符习（922年—923年）
- 张宪（923年）
- 任圜（923年）
- 郭崇韬（923年—925年）
- 李嗣源（925年—926年）
- 王建立（926年—928年）
- 范延光（928年—930年）
- 李从厚（930年—931年）
- 李从敏（931年—933年）
- 范延光（933年—934年）
- 石敬瑭（934年）
- 李重美（934年—935年）
- 董温琪（935年—936年）
- 安重荣（936年—942年）
- 942年至947年改为恒州
- 白再荣（947年—948年）
- 刘在明（948年）
- 武行德（948年—951年）
- 何福进（951年—954年）
- 曹英（954年）
- 郭崇（954年—960年）
- 昝居润（960年）
- 韩令坤（961年—968年）
- 卢多逊（968年）
- 刘载（968年—971年）
- 刘审琼（972年—977年）
- 柴禹锡（984年）
- 钱惟治（986年—988年）
- 王明（988年）
- 潘美（988年—991年）
- 田重进（991年—992年）
- 张永德（992年—994年）
- 周莹（994年—995年）
- 裴济（995年—997年）
- 李允正（998年）
- 王显（998年—999年）
- 慕容德丰（999年—1000年）
- 王超（1000年—1002年）
- 程德玄（1002年—1003年）
- 马知节（1003年—1005年）
- 孙全照（1005年）
- 上官正（1005年—1006年）
- 赵昌言（1005年—1008年）
- 边肃（1008年—1011年）
- 王嗣宗（1012年—1014年）
- 王能（1014年—1018年）
- 李允则（1018年—1021年）
- 钱惟济（1021年—1028年）
- 王贻永（1028年—1029年）
- 孙继邺（1029年）
- 张昭远（1030年）
- 刘平（1032年—1033年）
- 张若谷（1034年—1035年）
- 任布（1035年—1036年）
- 王沿（1036年）
- 李谘（1036年）
- 韩亿（1038年—1039年）
- 夏守赟（1039年）
- 王贻永（1039年—1040年）
- 任布（1040年—1041年）
- 张存（1041年—1042年）
- 杨崇勋（1042年）
- 张存（1042年—1044年）
- 王沿（1044年）
- 田况（1044年）
- 鱼周询（1044年—1045年）
- 明镐（1045年—1047年）
- 郭劝（1047年）
- 韩琦（1047年—1048年）